# Animus Kiadó
Az Animus Kiadó magyar, főként ifjúsági, és ismeretterjesztő irodalmat terjesztő kiadó. 1991. decemberi bejegyzéssel, Gábor Anikó könyvkereskedelmi szakember és Balázs István újságíró-szerkesztő családi vállalkozásaként indult.

## Profil
Már első kiadványuk – egy angol nyelvtani összefoglaló – rendkívüli népszerűségre tett szert, s elindítója lett a Kisokos zsebnyelvkönyv sorozatnak, melynek 16 kötetéből az eltelt két évtized alatt több millió példány kelt el. Ezt követték a humoros ajándékkönyvek – a brit Martin Baxendale munkái – amely műfajt az Animus Kiadó honosított meg. A kiadói profil tovább színesedett, mégpedig a világhírű amerikai pszichothriller szerző, Dean R. Koontz műveivel és úgynevezett önsegítő (self help) könyvekkel. Bár az Animus Kiadó néhány év alatt a magyar könyves szakma megbecsült tagja lett, az igazi ismertséget Joanne Kathleen Rowling Harry Potter sorozatának minden képzeletet felülmúló sikere hozta el számára. A kiadó a hét kötet megjelentetésének éveiben jelentős gyermek-ifjúsági profilt is kiépített, értékes, ám magyarul mindaddig kiadatlan írókkal ismertetve meg a tíz-tizenhat éves korosztályt. Példaként Jacqueline Wilson, Lois Lowry, Louis Sachar, Anthony Horowitz, Jonathan Stroud nevét említhetjük, a kiadó Andersen-díjas írók sorozatából pedig Paula Fox, Tormod Haugen, Margaret Mahy, Scott O’Dell, Uri Orlev nevét. Az utóbbi években azonban a felnőtteknek szóló irodalom egyre nagyobb súlyt képvisel a kiadó kínálatában. Olyan világsikerek magyarországi megjelentetése fűződik az Animus nevéhez, mint Stieg Larsson Millennium-trilógiája, Jo Nesbø könyvei s a skandináv krimiirodalom legjavát felvonultató Skandináv krimik sorozat. Hahner Péter történelmi tévhitekről szóló kötetei pedig az ismeretterjesztő könyvek sikerlistájának szereplői.

## Főbb szerzők
- Anders Roslund
- Anthony Horowitz
- Arnaldur Indriðason
- Åsa Larsson
- Börge Hellström
- Camilla Läckberg
- Christine Nöstlinger
- Dean R. Koontz
- Francesca Simon
- Hahner Péter
- Håkan Nesser
- Joanne Kathleen Rowling
- Jacqueline Wilson
- Jo Nesbø
- Jonathan Stroud
- Jussi Adler-Olsen
- Karin Alvtegen
- Stieg Larsson[2]

## Harry Potter-sorozat
A sorozat J. K. Rowling angol írónő hét kötetes világhírű sorozatának magyar fordítása. A Harry Potter hét kötetből álló, fantasy műfajú regénysorozat. A sorozat főhőse egy kamasz varázsló, Harry Potter és az ő barátai, Ron Weasley és Hermione Granger, akik a Roxfort Boszorkány- és Varázslóképző Szakiskola tanulói. A történet arról szól, miként próbálja meg Harry legyőzni a gonosz varázslót, Voldemort Nagyurat, aki megölte Harry szüleit és megpróbálja meghódítani a varázslóvilágot, s leigázni a varázstalan embereket, a muglikat. A könyvsorozatból számos film, videójáték és más termék is készült.[forrás?]
A kiadó gondozásában megjelent a sorozat mind a hét darabja, igényes kemény kartonos és védőborítós kiadással, az első két könyv hangoskönyv változatban Kern András előadásában. E mellett egy mesekönyv a sorozathoz kapcsolódóan Bogar bárd meséi címen. 
A hét kötet: 
- 1. Harry Potter és a bölcsek köve (ISBN 9789639884328, 288. old.) hangoskönyvben is.
- 2. Harry Potter és a Titkok Kamrája (ISBN 9789639884298, 318. old.) hangoskönyvben is.
- 3. Harry Potter és az azkabani fogoly (ISBN 9789639884038, 400. old.)
- 4. Harry Potter és a Tűz Serlege (ISBN 9789639884762, 680. old.)
- 5. Harry Potter és a Főnix Rendje (ISBN 9789633240052, 752, old.)
- 6. Harry Potter és a Félvér Herceg (ISBN 9789639884960, 624. old.)
- 7. Harry Potter és a Halál ereklyéi (ISBN 9789639715431, 624. old.)
- Bogar bárd meséi (ISBN 9789633241011, 128. old., illusztrált)[4]

A sorozathoz tartozó, de nem a kiadónál megjelent művek: 
- A kviddics évszázadai
- Legendás állatok és megfigyelésük

## Ifjúsági Irodalom
A kiadó ifjúsági könyvei a 10 -16 éves gyerekeknek, tiniknek szólnak. Témájuk többnyire a serdülőkor, és az ezzel járó testi és lelki változások. Ide tartozik Francine Oomen „Hogyan éljük túl …” sorozata a tinédzser szerelemről. A lányoknak célzott regények Jacqueline Wilson lányregényei, családi gondokkal, válással, az ezzel járó konfliktusokkal kapcsolatos könyvek, de megtalálható a lánybarátságok bemutatása is (Szerelmes lányok, Lányok a pácban, Lányok késésben). Eddig összesen 25 regényt jelentetett meg a kiadó Wilsontól. Hasonló Christine Nöstlinger Andersen-díjas író munkássága, akitől 9 regény jelent meg eddig a kiadónál. A tinédzser fiúk Anthony Horowitz  három könyvét olvashatják, kettőt a fiatal titkosügynökről, Alex Riderről, egyet pedig az Ötök ereje sorozatban a Tini krimik részeként.  A sorozat főbb szerzői még: Trenton Lee Stewart (A Titokzatos Benedict Társaság 3 részes sorozattal), Jonathan Stroud (Bartimaeus sorozat) és  Louis Sachar öt könyvével (Stanley, a szerencse fia; Bradley, az osztály réme; Laura titkos társasága; David nem hagyja magát és Carla nem adja fel).

## Skandináv Krimik sorozat
Először az izlandi Arnaldur Indridasonra figyelt fel a kiadó egy brit napilap híradásában (elnyert egy díjat). További tájékozódás után – látva más skandináv szerzők jó színvonalát is – úgy döntöttek, hogy sorozat építésébe fognak. Ezután következett Stieg Larsson Millenium-trilógiája, amelynek első részéből, A tetovált lány-ből már film is készült. Olyan híres nevek munkái kerültek be a sorozatba, mint Jo Nesbø és nyomozójának sorozata, akinek Hóember című könyvéből Martin Scorsese készít filmet. Emellett említhető még Åsa Larsson, Börge Hellström, Camilla Läckberg, Håkan Nesser, Jussi Adler-Olsenneve, és a skandináv írók közt is ismertebb Karin Alvtegen munkái. 
A műfaj főként a skandináv országokban ismert és kedvelt, a kiadó jóvoltából egyre ismertebb Magyarországon is. A regények egy-egy hétköznapi ember átalakulását mutatják be, hogyan válik gyilkossá, mi hajtja, mi a célja vagy egy-egy nyomozó szemén a bűntények felgöngyölítését. Ötvözi a detektívregények, a krimik, a pszichológiai krimik és a horror elemeit, és kemény társadalomkritikát is megfogalmaznak a mintatársadalmakként emlegetett skandináv országokról.

## Díjak
A kiadó által adott elismerés
Az Aranyalma díjat az Animus Kiadó alapította 2002-ben. Ez egy olyan gyermekirodalmi díj volt, amelyet évente egy olyan személy kaphatott, aki sokat tett az olvasás népszerűsítéséért, a gyermekirodalom nagyobb megbecsüléséért, a gyermekek olvasáskultúrájáért. Átadására a Gyermeknapon (május utolsó vasárnapján) került sor. A díj összege 2006-ban 200 000 Ft volt.
- 2002 Komáromi Gabriella irodalomtörténész
- 2003 Boldizsár Ildikó mesekutató
- 2004 Szávai Ilona a PONT Kiadó vezetője, a Fordulópont szerkesztéséért
- 2005 Sándor Csilla a Csodaceruza folyóirat alapító főszerkesztője
- 2006 Rigó Béla szerkesztő, kritikus és a Kincskereső című gyermekeknek szóló folyóirat főszerkesztője (aki a díjjal járó pénzjutalmat – az anyagi ellehetetlenülés miatt – a megszűnés közelébe került Kincskereső folyóiratnak ajánlotta fel).[10]

A kiadó elismerési
A kiadó a 2012-ben újra megjelentetett, Stieg Larsson: A tetovált lány című könyvével elnyerte a Libri Aranykönyv díját, klasszikus külföldi könyv kategóriában, melyet minden évben a közönség szavaz meg visszamenőlegesen.